# Église Saint-Guérin de Verchaix
L'église Saint-Guérin de Verchaix est une église catholique française, située sur la commune de Verchaix, dans le département de la Haute-Savoie. L'église est placée sous la patronage de Guérin (évêque de Sion), saint guérisseur et protecteur des bêtes malades et des troupeaux. L'église faisait l'objet d'un petit pèlerinage local.

## Historique
Jusqu'en 1779, la paroisse était unie à celle de Samoëns. La construction d'une nouvelle église est décidée. Elle fut conçue selon les plans de l'architecte Charles Amoudruz, entrepreneurs de Verchaix, en 1783,.